# Landtagswahl in Liechtenstein 1932
Die Landtagswahl in Liechtenstein 1932 fand am 6. und 13. März 1932 statt und war die reguläre Wahl der Legislative des Fürstentums Liechtenstein. Hierbei wurden alle 15 Abgeordneten des Landtags des Fürstentums Liechtenstein in den beiden Wahlkreisen Ober- und Unterland vom Landesvolk gewählt.
- FBP: 13
- VP: 2

## Wahlergebnis
| Partei                              | Sitze    | Sitze     | Sitze     |
| ----------------------------------- | -------- | --------- | --------- |
| Partei                              | Oberland | Unterland | insgesamt |
| Fortschrittliche Bürgerpartei (FBP) | 7        | 6         | 13        |
| Christlich-soziale Volkspartei (VP) | 2        | 0         | 2         |